# جون تشارلز الكسندر كاميرون
جون تشارلز الكسندر كاميرون هو محامي وقاضي وسياسي كندي، ولد في 29 نوفمبر 1891 في ساوث دونداس في كندا، وتوفي في 24 مارس 1976. حزبياً، نشط في الحزب الليبرالي الكندي. وقد انتخب عضو مجلس العموم الكندي.